# 김향민
김향민(1942년 2월 4일~)은 조선민주주의인민공화국 양궁 선수로, 1972년 하계 올림픽에 참가했다.